# Rodeo (Juvenile)
Rodeo è il primo singolo del rapper statunitense Juvenile estratto dall'album Reality Check. È stato prodotto dal duo Cool & Dre.

## Informazioni
La canzone ha segnato il gran ritorno del rapper sulla scena, dopo la pubblicazione dell'ultimo Greatest Hits. Ha raggiunto la posizione n.41 nella Billboard Hot 100, la n.12 nella Hot R&B/Hip-Hop Songs e la n.7 nella Hot Rap Tracks.
Rodeo campiona la versione remix del singolo Bump n' Grind di R. Kelly.

## Videoclip
Il videoclip illustra le vicende di alcune giovani cubiste (una di loro ha anche un bambino), a partire dalla loro quotidiana preparazione prima di ogni show serale, fino alla racimolazione del denaro guadagnato a fine serata. In scene contigue, si vede Juvenile rappare di fronte a scenari in penombra e all'interno di un night club, nel quale lavorano le stesse cubiste.

## Posizioni in classifica
| Chart (2006)                          | Posizione massima |
| ------------------------------------- | ----------------- |
| Billboard Hot 100 (USA)               | 41                |
| Billboard Hot R&B/Hip-Hop Songs (USA) | 12                |
| Billboard Hot Rap Tracks (USA)        | 7                 |
| Billboard Pop 100 (USA)               | 68                |
| Billboard Hot Digital Songs (USA)     | 56                |